# یانکووو (شهرستان پوزنانگ)
یانکووو (به لاتین: Jankowo) یک روستا در لهستان است که در گمینا پوبیجسکا واقع شده‌است.